# Famille Balsan
 (septembre 2021).
Si vous disposez d'ouvrages ou d'articles de référence ou si vous connaissez des sites web de qualité traitant du thème abordé ici, merci de compléter l'article en donnant les références utiles à sa vérifiabilité et en les liant à la section « Notes et références ».
La famille Balsan est une dynastie industrielle de Châteauroux qui fit fortune dans le textile.

## Établissements Balsan
En 1856, Jean-Pierre Balsan rachète à Léonard Muret de Bort l'ancienne Manufacture royale de draps de Châteauroux (Indre), fondée en 1751 avec privilèges royaux,.

## Liens de filiation entre les personnalités notoires
- Jean-Pierre Balsan (1807-1869), fondateur de l'entreprise industrielle de textiles Balsan à Châteauroux, administrateur de la Banque de France de Châteauroux[3].
  - Auguste Balsan (1836-1896), manufacturier, administrateur de la Banque de France de Châteauroux, maire de Châteauroux et député de l'Indre.
    - Marguerite-Marie Balsan, épouse de Roger de La Selle, fut la belle-mère du magnat Robert Darblay.
    - Jacques Balsan (1868-1956), aviateur et pionnier de l'aéronautique du début du XXe siècle, époux de Consuelo Vanderbilt (divorcée du 9e duc de Marlborough).
    - Robert Balsan (1875-1952), directeur des établissements Balsan, administrateur de la Banque de France de Châteauroux (1928-1946) et de la compagnie d'assurance "La France", maire de Velles, gendre d'Arthur de Chabaud-Latour.
      - François Balsan (1902-1972), industriel, explorateur et écrivain, gendre d'Ernest-Georges Goüin.
        - Marie-Hélène Balsan, épouse de Christian Bizot (en), PDG de Champagne Bollinger et fils de Henry Bizot.
        - Antoine Balsan, gendre de Hanna Saba.
        - Béatrix Balsan, épouse de Louis du Bessey de Contenson.
        - Hubert Balsan, marié à Monique de Roquemaurel.

    - Thérèse Geneviève Balsan épouse Alban de Villeneuve-Bargemont.
      - Augustin de Villeneuve-Bargemont.

    - Étienne Balsan (1878–1953), officier de cavalerie, amant et premier protecteur de Coco Chanel.

  - Charles Balsan (1838-1912), industriel, régent de la Banque de France et député de l'Indre.
    - Thérèse Simone  Balsan (1866-1960), épouse du général-comte Octave Exelmans.
    - Marie Madeleine Balsan, belle-fille du vicomte Alfred de Meaux.
    - Jean Balsan (1874-1930), industriel, régent de la Banque de France et président d' l’Union des Syndicats patronaux des industries textiles de France, de la Chambre syndicale des fabricants de drap militaire et  de la Chambre de commerce et d'industrie de l'Indre, gendre de Maurice Ternaux-Compans.
      - Louis Balsan (1911-1982), industriel et conseiller général de l'Indre, beau-frère d'Ernest-Antoine Seillière[4].
        - Humbert Balsan (1954-2005), producteur de cinéma.

    - Marie Elisabeth Balsan (1876-1953), mariée au baron Elzéar Bourgnon de Layre.
    - Charles-Henri Balsan (1881-1942), industriel, chevalier de la Légion d'honneur, marié à Nicole Delfau de Pontalba.
      - Charles-Henri Balsan (1922-1972), maire de Velles (1959-1972), marié à Marie-Louise Decazes.
        - Charles-Henri Balsan (1953), administrateur de la fondation Hôpital Foch, conseiller municipal de Châteauroux, vice-président de Châteauroux Métropole[5]

- Abbé François Balsan, professeur de latin au collège Stanislas et auteur d'une Étude méthodique du vocabulaire latin-français publiée en 1935 chez Hatier

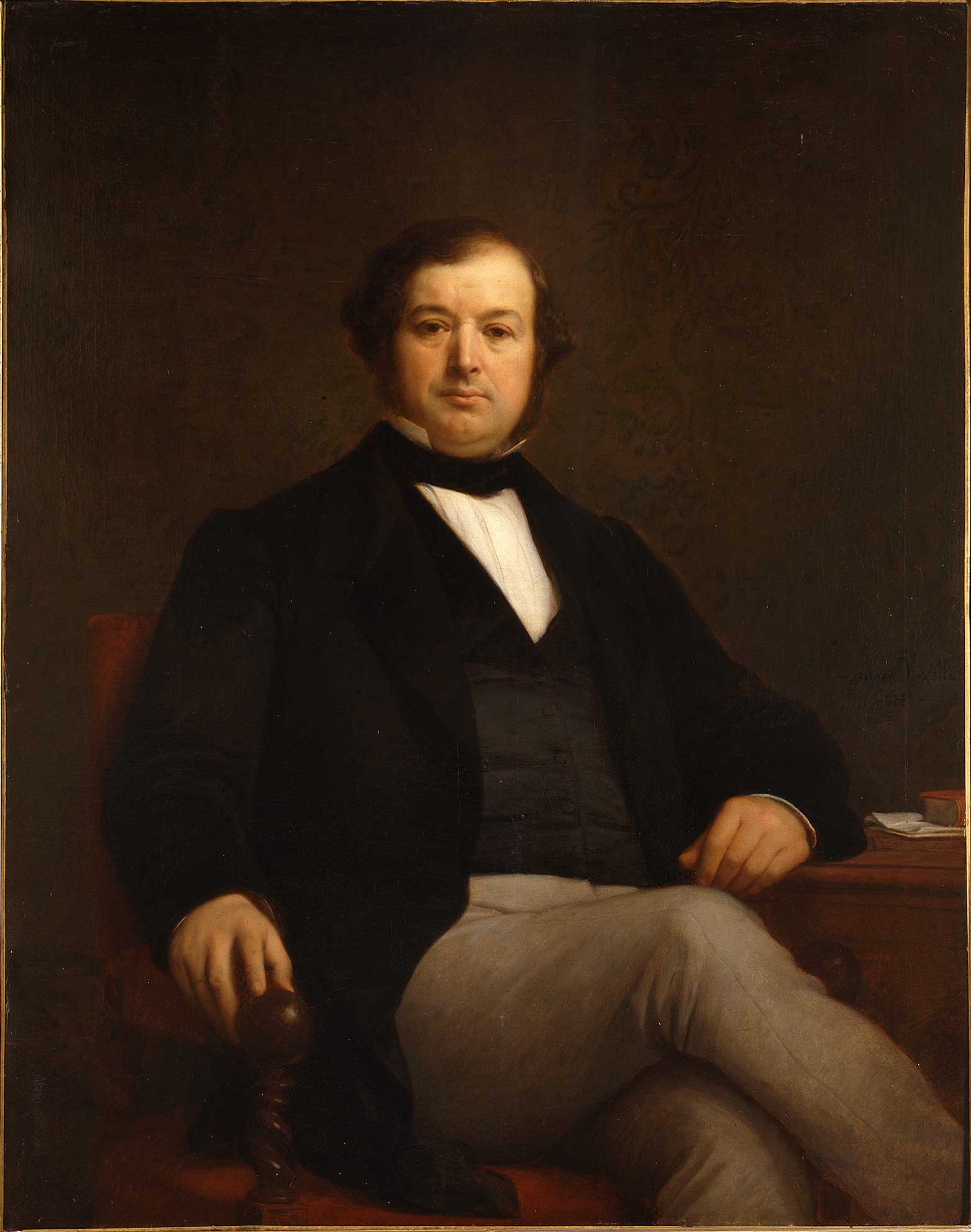
Pierre Balsan, 1807-1869
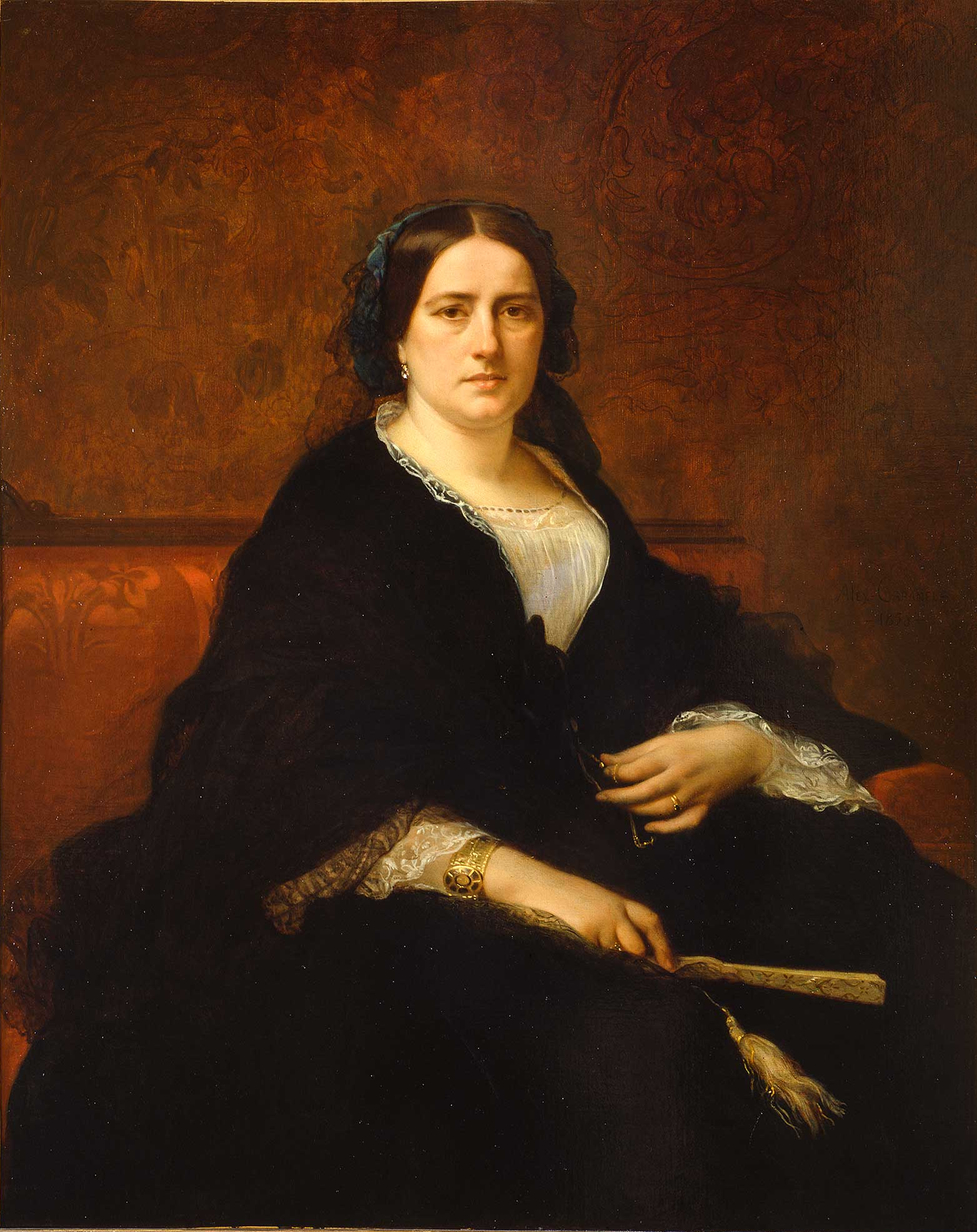
Élodie Martin-Balsan, 1810-1893
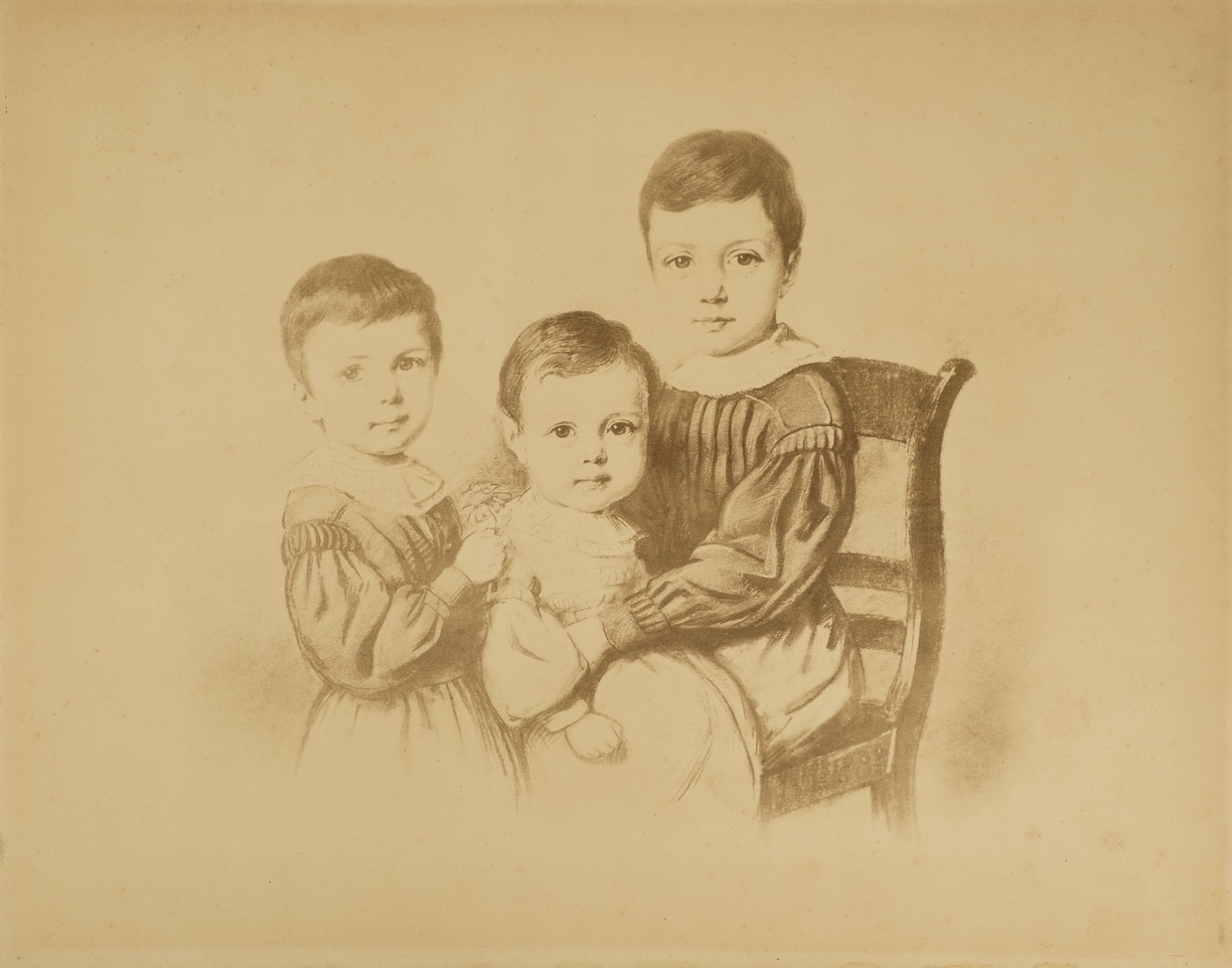
Les trois frères Balsan (Charles, Henry et Auguste)
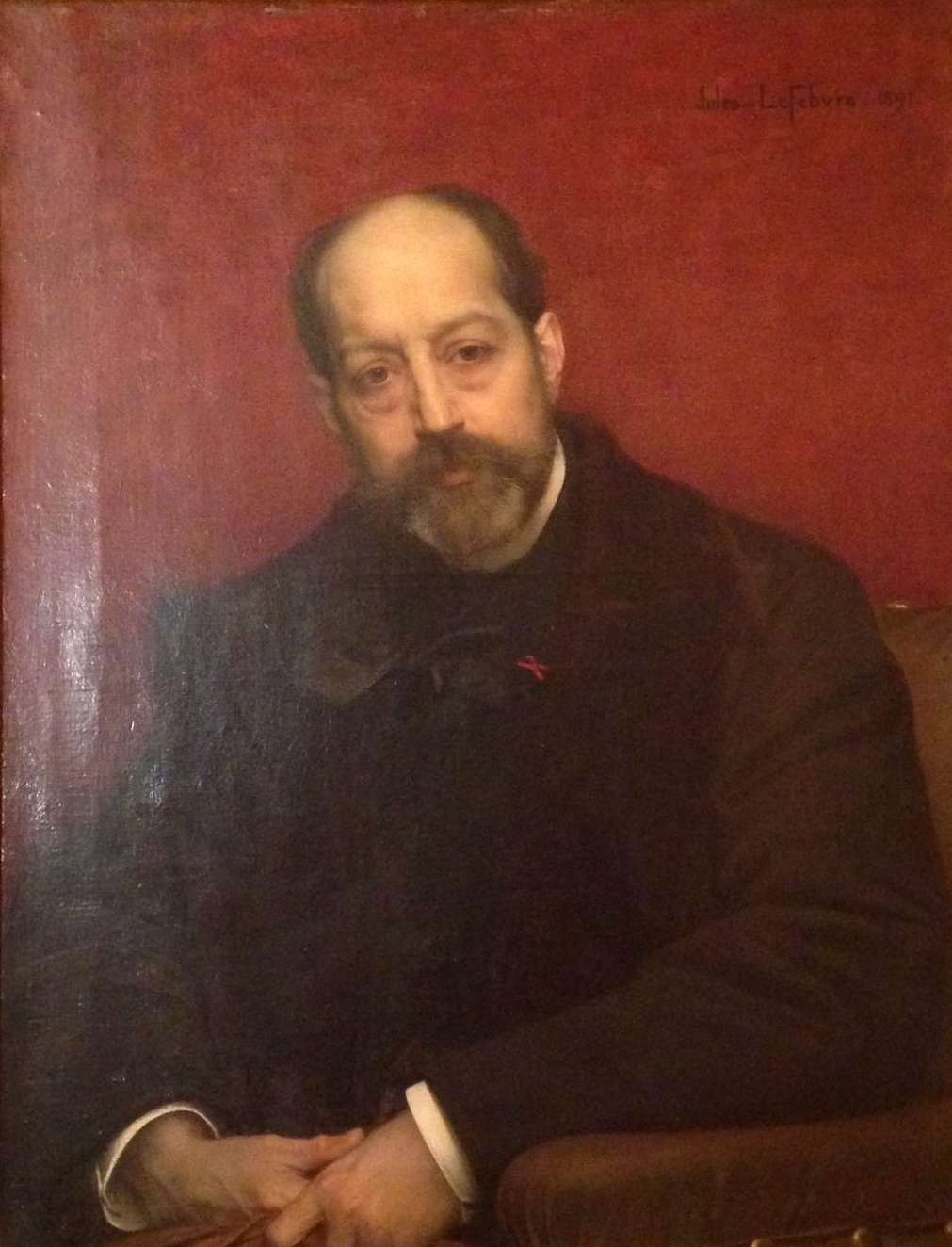
Auguste Balsan, 1836-1896
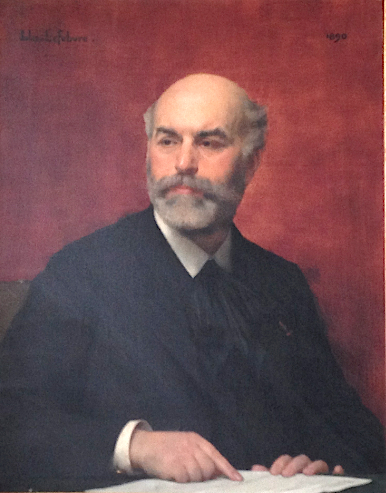
Charles Balsan (1838-1912)
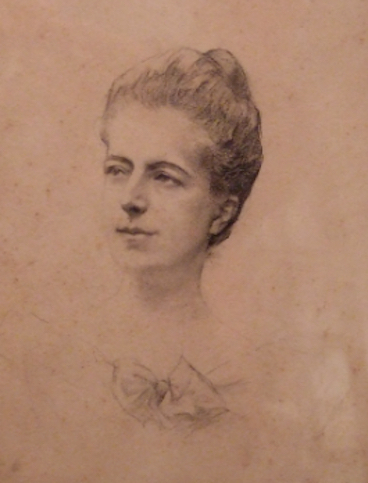
Marie Dupuytrem-Balsan, 1844-1902
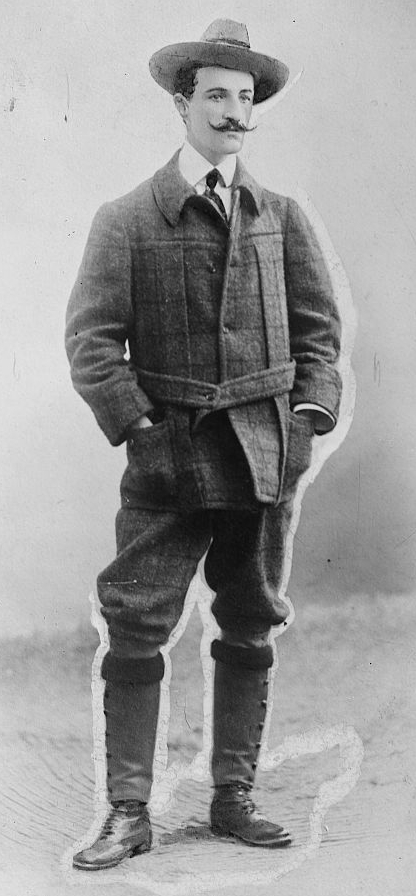
Jacques Balsan (1868-1956)
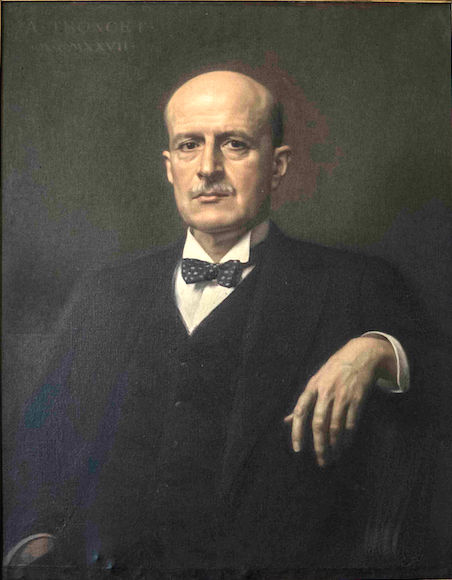
Jean Balsan, 1874-1930

## Alliances
Les principales alliances de la famille Balsan sont : Exelmans (1886), de Meaux (1892), de Villeneuve-Bargemon (1896), Bourgnon de Layre (1899), de Chabaud-Latour (1901), Delfau de Pontalba (1921), Baudon de Mony-Pajol (1933), Goüin (1936), Decazes (1947), Seillière de Laborde, Aubert de Trégomain, Pigozzi, Costa de Beauregard, Porteu de La Morandière, de Lencquesaing (1955), Bizot (1958), Brière de La Hosseraye  (1959), du Bessey de Contenson (1961), Bigot de La Touanne (1965), de Montalembert de Cers (1971), de Borel de Brétizel, Le Sellier de Chézelles,  Colonna d'Istria, Balsan, du Vignau (2004), etc.

## Châteaux
- Château du Parc (Châteauroux)
- Château du Plessis
- Château Lou Seuil
- Château de Royallieu
- Abbaye de Royallieu
- Château de Saint-Georges-Motel
- Château d'Augerville
- Pavillon de Blangy (Neuilly-sur-Seine)
- Manoir de la Haute Crémonville

## Pour approfondir